# Среднобосненски кантон
Среднобосненският кантон (на босненски: Srednjobosanski kanton; на хърватски: Županija Središnja Bosna; на сръбски: Средњобосански кантон или Srednjobosanski kanton) е един от 10-те кантона на Федерация Босна и Херцеговина, Босна и Херцеговина. Намира се в Централна Босна и заема площ от 3189 км². Среднобосненският кантон има население от 254 686 души (по преброяване от октомври 2013 г.). Поради своето географско положение кантонът има важна транзитна роля в босненската пътна инфраструктура.